# Pantana visaya
Pantana visaya är en fjärilsart som beskrevs av Semper 1898. Pantana visaya ingår i släktet Pantana och familjen tofsspinnare. Inga underarter finns listade i Catalogue of Life.